# Dungen
Dungen ist eine schwedische Indierock-Band aus Stockholm.
Die Band wurde 1998 um den Leadsänger Gustav Ejstes gegründet, damals noch stark geprägt durch Einflüsse des Progressive Rock der 1960er und 1970er Jahre, sowie schwedischer Volksmusik. Ihre Musik entwickelte sich in den folgenden Jahren in Richtung Psychedelic Rock mit progressiven Elementen.
Auch wenn ausnahmslos auf Schwedisch gesungen wird, ist die Band gerade außerhalb Schwedens sehr populär. So spielten sie unter anderem mehrere Tourneen in den USA.

## Diskografie

### Alben
- Dungen (2001; Subliminal Sounds)
- 2 (2002; Subliminal Sounds)
- Stadsvandringar (2002; Dolores Recordings, Virgin Records)
- Ta det lugnt (2004; Subliminal Sounds)
- Tio Bitar (2007; Subliminal Sounds)
- 4 (2008; Subliminal Sounds)
- Skit i allt (2010; Subliminal Sounds)
- Allas Sak (2015; Smalltown Supersound)
- Häxan (2016; Smalltown Supersound)

### Singles
- Stadsvandringar (2002; Dolores Recordings, Virgin Records)
- Solen stiger upp (2002; Dolores Recordings, Virgin Records)
- Jag vill va' som du (2003; Dolores Recordings, Virgin Records)
- Du Är För Fin För Mig (2004; Subliminal Sounds)
- Panda (2005; Memphis Industries)
- Promo Skiva (2005; Kemado Records)
- Tyst Minut (2005; Subliminal Sounds)
- Festival (2006;  Memphis Industries)
- Gör Det Nu (2007; Subliminal Sounds)
- Sätt Att Se (2008; Subliminal Sounds)
- Samtidigt (2009; Kemado Records)
- Skit I Allt - Instrumental (2010; Subliminal Sounds)
- Öga, Näsa, Mun (2011; Third Man Records)